# Ogólnopolski Konkurs Poetycki „O Granitową Strzałę”
Ogólnopolski Konkurs Poetycki „O Granitową Strzałę” – konkurs organizowany od 2009 przez Strzeliński Ośrodek Kultury. Nagrodą główną od III edycji jest wydanie tomiku poezji, który jest wręczany laureatowi na gali finałowej (finaliści przesyłają do oceny projekt tomiku).

## I edycja (2009)
Jury w składzie: Andrzej Sosnowski, Bohdan Zadura i Adam Wiedemann oceniło 1760 wierszy.
Laureaci:
- I miejsce: Michał Nowak
- II miejsce: Rafał Gawin
- III miejsce: Robert Miniak
- wyróżnienia: Ewa Brzoza-Birk, Karolina Bzorek, Elżbieta Lipińska i Paweł Mamot

Turniej Jednego Wiersza:
I miejsce: Paweł Mamot, wyróżnienia: Karolina Bzorek, Rafał Gawin, Anna Wesołowska, Robert Miniak

## II edycja (2010)
Jury w składzie: Bohdan Zadura, Andrzej Sosnowski, Jacek Bierut i Mirka Szychowiak oceniło 1785 wierszy.
Laureaci:
- I miejsce: Janusz Radwański
- II miejsce: Rafał Gawin
- III miejsce: Piotr Macierzyński[2]

## III edycja (2011)
Laureaci:
- Grand Prix (i wydanie tomiku poetyckiego Geny): Joanna Fligiel
- I miejsce: Beata Patrycja Klary
- II miejsce: Bogdan Prejs
- III miejsce: Paweł Mamot
- wyróżnienia: Marcin Czeczko, Ewa Olejarz, Mariusz Partyka i Marcin Sztelak

Turniej Jednego WIersza:
I miejsce: Marcin Czeczko, II miejsce: Mariusz Partyka, Waldemar Jocher, wyróżnienia: Joanna Danuta Bieleń, Beata Patrycja Klary, Waldemar Kazubek

## IV edycja (2012)
Jury w składzie: Mirka Szychowiak, Jacek Bierut, Karol Maliszewski i Radosław Kobierski oceniło 3337 wierszy.
Laureaci:
- Grand Prix (i wydanie tomiku poetyckiego): Mariusz Partyka
- I miejsce: Krzysztof Gryko
- II miejsce: Oliwia Bether
- III miejsce: Małgorzata Błońska
- wyróżnienia: Ewa Olejarz, Agnieszka Tomczyszyn-Harasymowicz, Karol Mroziński i Tomasz Kościelniak

Turniej Jednego Wiersza:
I miejsce: Katarzyna Szkrawan

## V edycja (2013)
Laureaci:
- Grand Prix (i wydanie tomiku poetyckiego Pasmo): Maciej Raś
- I miejsce: Robert Wieczorek
- II miejsce: Waldemar Kazubek
- III miejsce: Maciej Sawa
- wyróżnienia: Anna Adamowicz, Gabriela L. Cabaj, Ewa Olejarz i Marcin Sztelak

Turniej Jednego Wiersza:
II miejsce: Anna Nawrocka, Piotr Mosoń, III miejsce: Maciej Taranek

## VI edycja (2014)
Jury: Mirka Szychowiak, Tomasz Różycki, Karol Maliszewski i Jacek Bierut
Laureaci:
- Grand Prix (i wydanie tomiku poetyckiego Wyławianie Atlantydy): Patryk Nadolny
- I miejsce: Tatiana Judycka
- II miejsce: Maciej Kotłowski
- III miejsce: Paweł Podlipniak
- wyróżnienia: Krzysztof Bielaszka, Krzysztof Bojko, Czesław Markiewicz, Rafał Rutkowski, Radosław Wiśniewski, Dominik Żyburtowicz[6]

## VII edycja (2015)
Jury: Jacek Bierut, Tomasz Majeran, Karol Maliszewski i Mirka Szychowiak
Laureaci:
- Grand Prix (i wydanie tomiku poetyckiego Włókien pełna): Anna Maria Wierzchucka
- I miejsce: Hanna Janczak
- II miejsce: Janusz Radwański
- III miejsce: Agnieszka Tomczyszyn-Harasymowicz i Kamil Kwieciński
- wyróżnienia: Magdalena Fudali, Krzysztof Sobczak i Bogdan Nowicki

Turniej Jednego WIersza:
I miejsce: Piotr Woźniak, II miejsce: Marcin Królikowski, Anna Maria Wierzchucka, wyróżnienia: Beata Gruszecka-Małek, Konrad Nicpoń

## VIII edycja (2016)
Jury w składzie: Mirka Szychowiak, Julia Szychowiak, Jacek Bierut i Karol Maliszewski oceniło 2740 wierszy.
Laureaci:
- Grand Prix (i wydanie tomiku poetyckiego Zaklinanie): Grażyna Wojcieszko
- I miejsce: Przemko Janiszko
- II miejsce: Marcin Królikowski
- III miejsce: Anna Nawrocka i Dawid Staszczyk
- IV miejsce: Anna Zielińska
- wyróżnienia: Kamila Łyłka, Adam Emil Wnuk i Krystyna Czarnecka[8]

Turniej Jednego Wiersza:
I miejsce: Anna Maria Wierzchucka, II miejsce: Anna Nawrocka, III miejsce: Marcin Królikowski

## IX edycja (2017)
Jury: Julia Szychowiak, Mirka Szychowiak, Jacek Bierut i Karol Maliszewski
Laureaci:
- Grand Prix (i wydanie tomiku Wchodzę w to): Waldemar Kazubek
- I miejsce: Marcin Królikowski
- II miejsce: Magdalena Gałkowska
- III miejsce: Dominika Lewicka-Klucznik, Katarzyna Zychla i Karol Graczyk
- wyróżnienia: Luiza Lalliche, Klaudia Wiercigroch, Remigiusz Czyżewski i Maciej Smagacz

Turniej Jednego WIersza:
I miejsce: Arkadiusz Kremza, II miejsce: Anna Nawrocka i Dominika Lewicka-Klucznik, III miejsce: Marcin Królikowski i Luiza Lalliche

## X edycja (2018)
Jury: Julia Szychowiak, Mirka Szychowiak, Karol Maliszewski i Jacek Bierut
Laureaci:
- Grand Prix: nie przyznano
- I nagroda: Kajetan Herdyński
- II nagroda: Tomasz Smogór
- III nagroda: Paulina Pidzik i Piotr Zemanek
- wyróżnienia: Martyna Ćwiąkała, Katarzyna Fabisiewicz, Dominika Lewicka-Klucznik, Piotr Smolak i Tomasz Talaczyński

Turniej Jednego Wiersza:
I nagroda: Anna Swoińska, II nagroda: Justyna Koronkiewicz, III nagroda: Katarzyna Fabisiewicz i Dominika Lewicka-Klucznik

## XI edycja (2019)
Jury: Julia Szychowiak, Mirka Szychowiak, Karol Maliszewski i Jacek Bierut
Laureaci:
- Grand Prix (i wydanie tomiku Spowiadam się sobie): Remigiusz Czyżewski
- I miejsce: Artur Michał Kibiłda
- II miejsce: Beata Kołodziejczyk
- III miejsce: Beata Gruszecka-Małek
- wyróżnienia: Katarzyna Fabisiewicz, Luiza Lalliche, Kacper Płusa, Maciej Przybyła[12]